# Joan Enric Lahosa
Joan Enric Lahosa Puigferrat (Barcelona, 18 de juny de 1946-Seva, 11 de juny de 2024) ha estat crític i historiador de cinema i professor de l'Institut del teatre. És fill del pintor Joan Lahosa i Valimanya.
Membre de la societat catalana de comunicació, el 1968 va ser el vocal representant de la Federació Catalana de Cineclubs a la Federació Estatal de Clubs de Cinema. Però ja feia anys que Lahosa, juntament amb Miquel Porter, Antoni Von Kirchner, Pere-lgnasi Fages, Joan Munsó Cabús, Jordi Torras, Josep M. López Llaví, Marià Oliver, Josep Planas i Carles Martínez, s'encarregaven de dirigir els col·loquis després de la projecció de les pel·lícules.
L'any 1969 va participar com a guionista juntament a Joaquim Jordà en el documental Maria Aurèlia Capmany parla d'Un lloc entre el morts. L'any 1970 va participar en la famosa Tancada d'intel·lectuals a Montserrat, un acte de l'oposició antifranquista catalana amb motiu del Consell de guerra celebrat a Burgos contra militants d'ETA.
El 1972 apareix en la pel·lícula Umbracle de Pere Portabella, una pel·lícula experimental amb música de Carles Santos. La seva vinculació amb el món del cinema seguia activa, durant molts anys, juntament amb Pere-Ignasi Fages, es va encarregar de dirigir els llibres de cinema de la col·lecció Cuadernos Ínfimos de Tusquets. El 1973, és proposat professor de l'Institut del teatre de Barcelona durant el mandat d'Herman Bonnín com moltes d'altres persones procedents de l'anomenat teatre independent, moviment il·lusionat i combatiu: Coralina Colom, Jaume Melendres, Pere Planella, Pawel Rouba, Emma Maleras, entre d'altres.
Vinculat des dels seus inicis amb l'escola Eina, l'any 1980 va fer-ne la lliçó inaugural amb la ponència La paradoxa de les Arts Visuals.
Col·labora assíduament en publicacions relacionades amb el món del cinema i El Ciervo: revista mensual de pensamiento y cultura i el 1988 assumeix la direcció de la col·lecció Estudis Escènics de l'Institut del teatre.
L'any 1981 va ser nomenat secretari acadèmic de l'Institut del teatre per Josep Montanyès. El 1990 és un dels principals impulsors de la Fundació Privada Eina amb la finalitat de fomentar el debat cultural i la formació humanística, crítica i pluridisciplinària. Anys més tard aquesta entitat aglutinaria l'escola Eina. L'any 1999 va ser nomenat Amic d'Eina.
El març de 2002, a la Seu de la SGAE de Barcelona, va rebre el Premi Carles Duran a la creativitat i la Comunicació. L'any 2016 va fer donació de l'obra del seu pare al municipi de Prat del Comte.